# Frédéric Petit (Politiker, 1961)

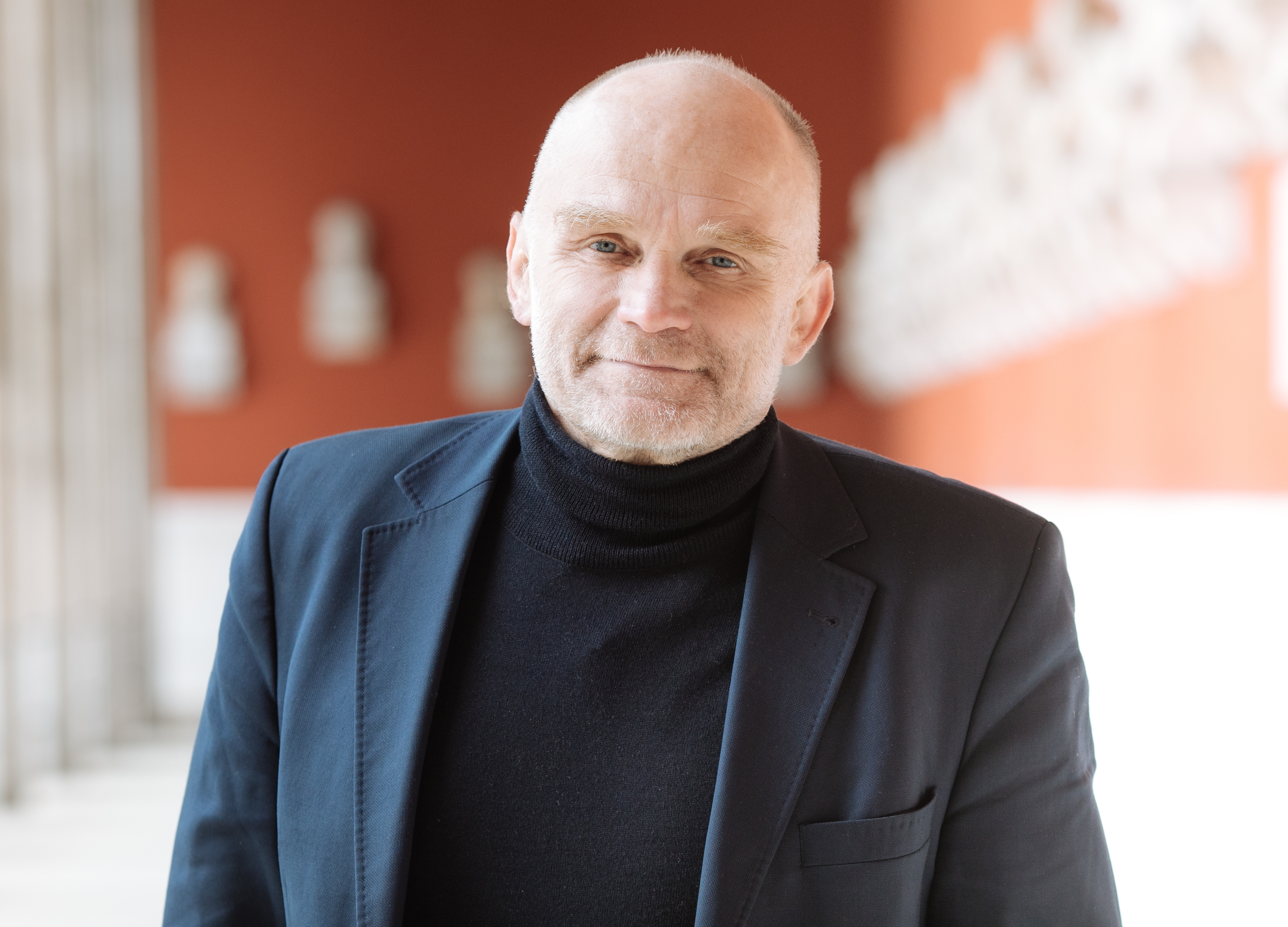
Frédéric Petit (2022)

Frédéric Petit (geboren 10. Februar 1961 in Marseille, Bouches-du-Rhône) ist ein französischer Ingenieur und Politiker (MoDem). Er ist Abgeordneter in der Nationalversammlung Frankreichs für den siebten Wahlkreises der außerhalb Frankreichs ansässigen Franzosen (Deutschland, Mitteleuropa und Balkan).

## Biografie
Frédéric Petit ist Sohn eines Ingenieurs und einer Englischlehrerin. Er wuchs in Lothringen auf, wo sein Vater in der Stahlindustrie arbeitete. Er absolvierte seine Schulausbildung am Lycée Schuman, die er am Lycée Fabert mit mathematischem Schwerpunkt weiterführte und abschloss.
Frédéric Petit besitzt einen Abschluss als Umweltingenieur des Institut polytechnique de Lorraine (ENSGSI und ENS de géologie), hat Geschichte, moderne Literatur und Musikwissenschaft an der Universität Metz studiert und hat ein Fachhochschuldiplom (DUT) in Unternehmens- und Verwaltungsmanagement. Er ist Ingenieur, aber auch Mediator und Mitglied der Chambre nationale des praticiens de la médiation (Nationalkammer der Mediationspraktiker). Er ist Inhaber eines Patents über den Ausgleich großer städtischer Wärmenetze (INPI).
Im September 1982 leistete er einen 16-monatigen Zivildienst in Kamerun. Nach seiner Rückkehr nach Frankreich beschloss er, sich in Vollzeit für ein soziales Projekt in der ZUP Borny in Metz zu engagieren. Dort verbrachte er elf Jahre als Direktor im Comité de gestion des centres sociaux de Borny (Verwaltungskomitee der Sozialzentren Borny).
1994 übernahm er die Leitung des interkulturellen Zentrums von Bévoye, einer Stelle zur Förderung grenzüberschreitenden Begegnung junger Europäer.
1998 wechselte er zur Compagnie générale de chauffe, dem Vorläufer der Veolia Energie-Gruppe, die ihm im Jahr 2000 die Gelegenheit bot, sich in Litauen und später Polen niederzulassen, wo sich das Unternehmen zu jener Zeit aktiv entwickelte.
Von 2005 bis 2009 leitete er Onyx Polska (Veolia Environnement). Er wurde von der Branche zum Vorsitzenden des Arbeitgeberverbands der polnischen Abfallwirtschaft gewählt. In dieser Funktion nahm er an der Arbeit des polnischen Parlaments teil.
2009 und 2010 führte er als Selbstständiger unterschiedlichen Ingenieur- und Übergangsmanagementaufträgen in Europa aus (Methanauffang in alten Bergwerken im Donbass, Beratung eines polnischen Europaabgeordneten bei der Cop 15, Prüfung von Wärmenetzen in osteuropäischen Ländern usw.). Ab August 2010 nahm er ein Angebot des Baukonzern Consolis (Bonna Sabla) an, wodurch er nach Ägypten ging, um dort die ägyptische Tochtergesellschaft neu zu beleben, bald jedoch, vor dem Hintergrund des Arabischen Frühlings, mit weit weniger ehrgeizigen wirtschaftlichen Zielen.
Nach fünf Jahren kehrte er, immer noch als Teil der Consolis-Gruppe, nach Polen zurück, um „Consolis Central Europe“ zu gründen. Er leitete diese Gesellschaft und die ihr zugeordneten Tochtergesellschaften (Rumänien, Ungarn, Litauen, Polen, Tschechien, Serbien, Ukraine). Im August 2016 verließ er die Consolis-Gruppe.

## Politischer Werdegang

### Lokale Mandate
Frédéric Petit war von 1995 bis 2001 stellvertretender Bürgermeister von Maizery, einer kleinen Gemeinde von 194 Einwohnern (Stand 2014), die später Teil der Gemeinde Colligny-Maizery im Departement Moselle wurde.

### Parlamentswahlen 2017
Im Jahr 2017 engagierte er sich zivilgesellschaftlich im Bündnis der im Ausland lebenden Franzosen der Partei „Mouvement démocrate“ (MoDem). In dieser Funktion wurde er im Rahmen der Vereinbarungen zwischen La République en marche und MoDem bei den Parlamentswahlen im siebten Wahlkreis der außerhalb Frankreichs ansässigen Franzosen nominiert. Im zweiten Wahlgang setzte er sich mit fast 63 % der abgegebenen Stimmen gegen den bisherigen sozialistischen Abgeordneten Pierre-Yves Le Borgn' durch.

### Abgeordneter der XV. Legislaturperiode
In der Nationalversammlung ist Frédéric Petit Mitglied der Fraktion „MoDem et apparentés“ und gehört dem Ausschuss für auswärtige Angelegenheiten an.
In diesem Ausschuss war er Verfasser der Stellungnahme zur französischen Kultur- und Einflussdiplomatie, die insbesondere die Mittel der Agentur für französische Bildung im Ausland (Agence pour l'enseignement français à l'étranger), des Institut français, von Atout France oder Campus France umfasst.
Im Jahr 2019 wurde er zum Ko-Berichterstatter der Informationsmission „Klimastörungen – und Konflikte“ ernannt. Er reiste vom 9. bis 13. Dezember 2019 erstmals nach Bangladesch, das eines der am stärksten vom Klimawandel betroffenen Länder ist. Bei dieser Gelegenheit traf er mit zahlreichen Regierungsakteuren, Akademikern und Mitgliedern von dort tätigen Nichtregierungsorganisationen zusammen, darunter der Friedensnobelpreisträger von 2006, Muhammad Yunus. Am 27. Januar 2021 stellte er zusammen mit seinem Kollegen und Ko-Berichterstatter Alain David seinen Bericht im Ausschuss vor.
Nach der konstituierenden Sitzung der Deutsch-Französischen Parlamentarischen Versammlung in Paris am 25. März 2019 wurde Frédéric Petit in die Versammlung aufgenommen und auf ihrer vierten Sitzung am 21. und 22. September 2020 zum Mitglied ihres Präsidiums ernannt. In dieser Versammlung ist er Mitglied der Arbeitsgruppen „Disruptive Innovationen und Künstliche Intelligenz“ und „Außen- und Verteidigungspolitik“.
Im Dezember 2020 wurde er zum Mitglied des Sonderausschusses ernannt, der den Gesetzentwurf zur Stärkung der Achtung der Grundsätze der Republik prüfen sollte.
Am 5. Januar 2022 legte er im Ausschuss für auswärtige Angelegenheiten einen Informationsbericht über den Entwurf des Ziel- und Mittelvertrags (COM) zwischen dem Staat und der Agentur für französische Bildung im Ausland (Agence pour l'enseignement français à l'étranger) vor.
Am 17. Januar 2022 legte er einen Entschließungsantrag vor, in dem er die Nationalversammlung auffordert, das illegitime Regime von Alexander Lukaschenko zu verurteilen. Der Text forderte die Abgeordneten auf, die Unterdrückung, die Folterungen des Regimes und die Entführung des Ryanair-Flugzeugs im Mai 2021 zu verurteilen. Er forderte außerdem die Freilassung von über 1000 politischen Gefangenen und prangerte den Einsatz von Migranten als Waffe zur Destabilisierung der Europäischen Union an. Weiterhin fordert der Text die Abhaltung von Neuwahlen unter der Schirmherrschaft der OSZE und sieht die Einrichtung einer Studiengruppe aus französischen Parlamentariern und Vertretern des demokratischen Exil-Belarus vor. Der Entschließungsantrag wurde einstimmig angenommen.

### Europäische Demokratische Partei
Im Mai 2021 wurde Frédéric Petit zum stellvertretenden Generalsekretär der Europäischen Demokratischen Partei ernannt.

## Aktuelle Funktionen in der Französischen Nationalversammlung
- Mitglied des Ausschusses für auswärtige Angelegenheiten[2]
- Mitglied des Vorstands der Deutsch-Französischen Parlamentarischen Versammlung[14][15][16]
- Vorsitzender der Freundschaftsgruppe Frankreich-Polen[28]
- Stellvertretender Vorsitzender der Freundschaftsgruppe Frankreich-Deutschland[29]
- Stellvertretender Vorsitzender der französischen Delegation in der Parlamentarischen Versammlung des Europarats[30]
- Mitglied der französischen Delegation in der Parlamentarischen Versammlung der Organisation für Sicherheit und Zusammenarbeit in Europa[31]